# Пам'ятник Олександрові Пушкіну (Кропивницький)

Колишній пам'ятник Олександрові Пушкіну в Кропивницькому

Пам'ятник Олександрові Пушкіну в Кропивницькому — колишній пам'ятник-погруддя радянської доби російському поетові Олександру Пушкіну у місті Кропивницький. Демонтований 8 липня 2022 року в рамках деколонізації після початку широкомасштабного вторгнення Росії в Україну.

## Опис
Пам'ятник складався з бронзового погруддя (заввишки 1 метр) та гранітного постаменту заввишки 2,8 метри.
Станом на середину літа 2009 року на постаменті не було вказівки (таблиці, дошки, викарбуваних літер тощо), на честь кого встановлений пам'ятник.
Пам'ятник знаходився у провулку Челюскінців перед будівлею Центральноукраїнського державного педагогічного університету імені Володимира Винниченка (вулиця Шевченка, 1).
Автори пам'ятника — скульптор Аркадій Мацієвський та архітектори В. Візняк й Анатолій Губенко.

## Історія
Пам'ятник російському письменнику Олександру Пушкіну було відкрито 28 червня 1980 року. 
Як привід для встановлення пам'ятника було використане перебування в місті Пушкіна проїздом. Він зупинявся у міській кінно-поштовій станції, яка знаходилася на Нижній Биківській вулиці. 
Рішенням Кіровоградського виконкому № 281 від 16 травня 1985 року пам'ятник був взятий на облік пам'яток міста.
У 1990—2000-ні роки пам'ятник Пушкіну був місцем зустрічей та проведення заходів представниками російської громади в Кропивницькому.

### Демонтаж
8 липня 2022 року, після початку широкомасштабного військового вторгнення Росії в Україну пам'ятник було демонтовано. Рішення про демонтаж 1 червня ухвалила консультативна рада з питань очищення культурної спадщини області..

## Виноски
1. ↑  Анотований каталог пам'ятників О. С. Пушкіну в світі [Архівовано 2012-07-25 у Wayback Machine.] на Фундаментальна електронна бібліотека «Російська література і фольклор» [Архівовано 30 квітня 2011 у Wayback Machine.] (рос.)
2. ↑  Список пам'яток археології, історії та монументального мистецтва [Архівовано 1 червня 2011 у Wayback Machine.] на Офіційний сайт Кіровоградської міської ради [Архівовано 15 грудня 2013 у Wayback Machine.]
3. ↑  Кіровоградська обласна Руська община ім. О. С. Пушкіна // Місто і люди. Єлисаветград — Кіровоград, 1754—2004. Ілюстрована енциклопедія., Кіровоград: , «Імекс-ЛТД», 2004, стор. 288
4. ↑  У Кропивницькому демонтували пам'ятник Пушкіну